# Wiatka WP-150

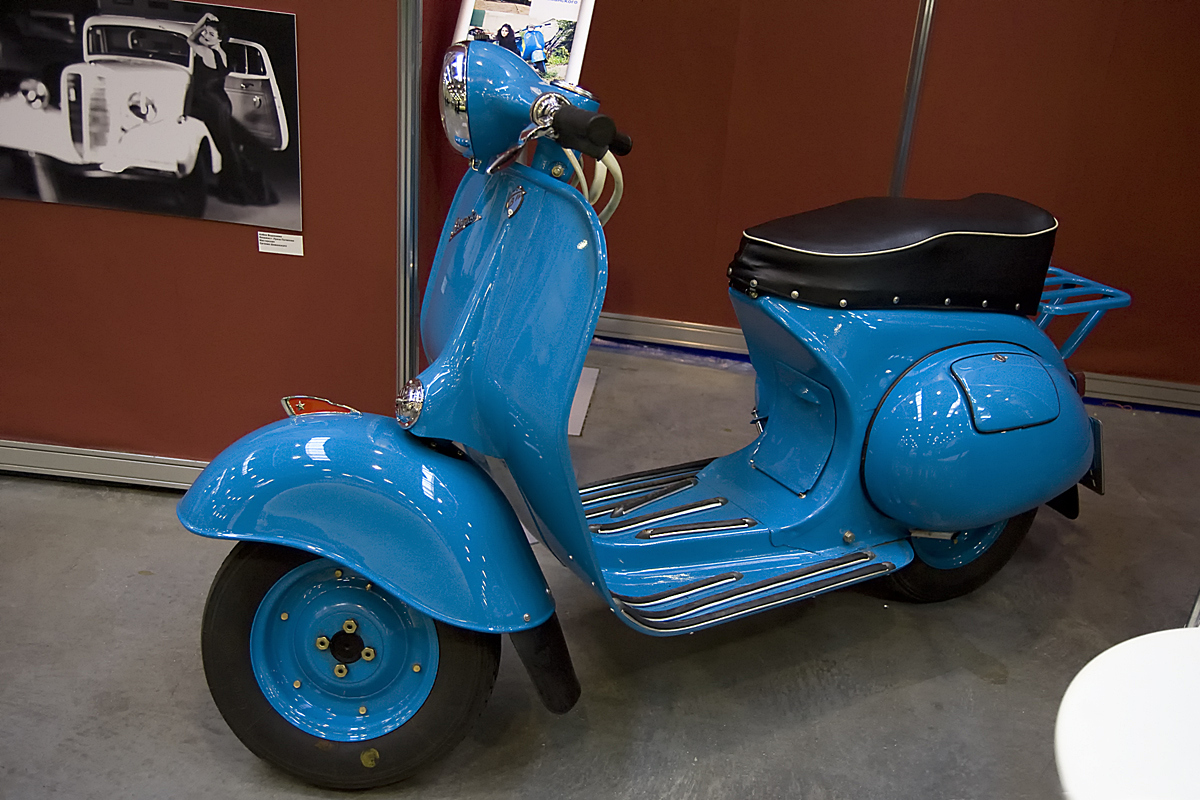
Wiatka WP-150

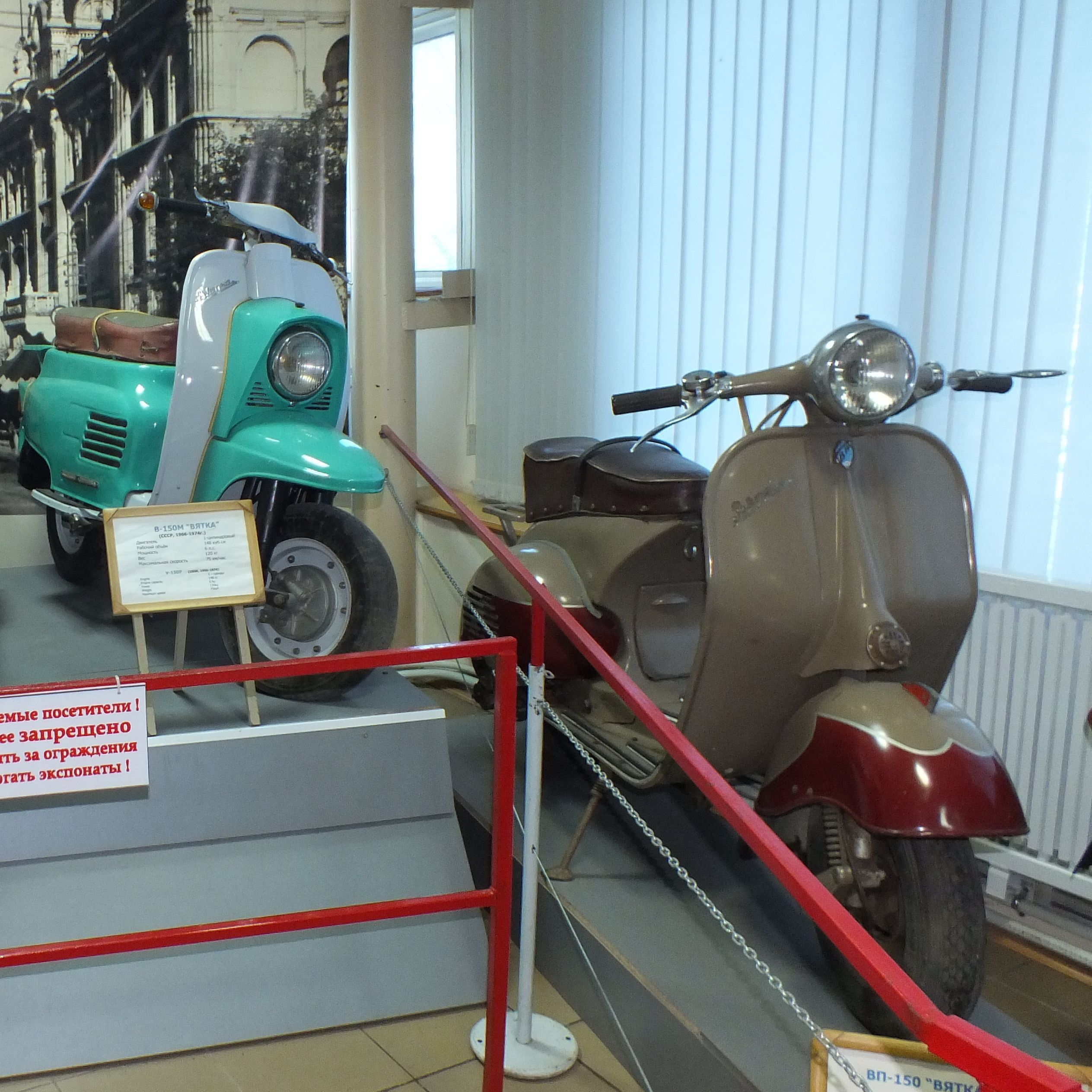
Po prawej Wiatka WP-150, po lewej – W-150M

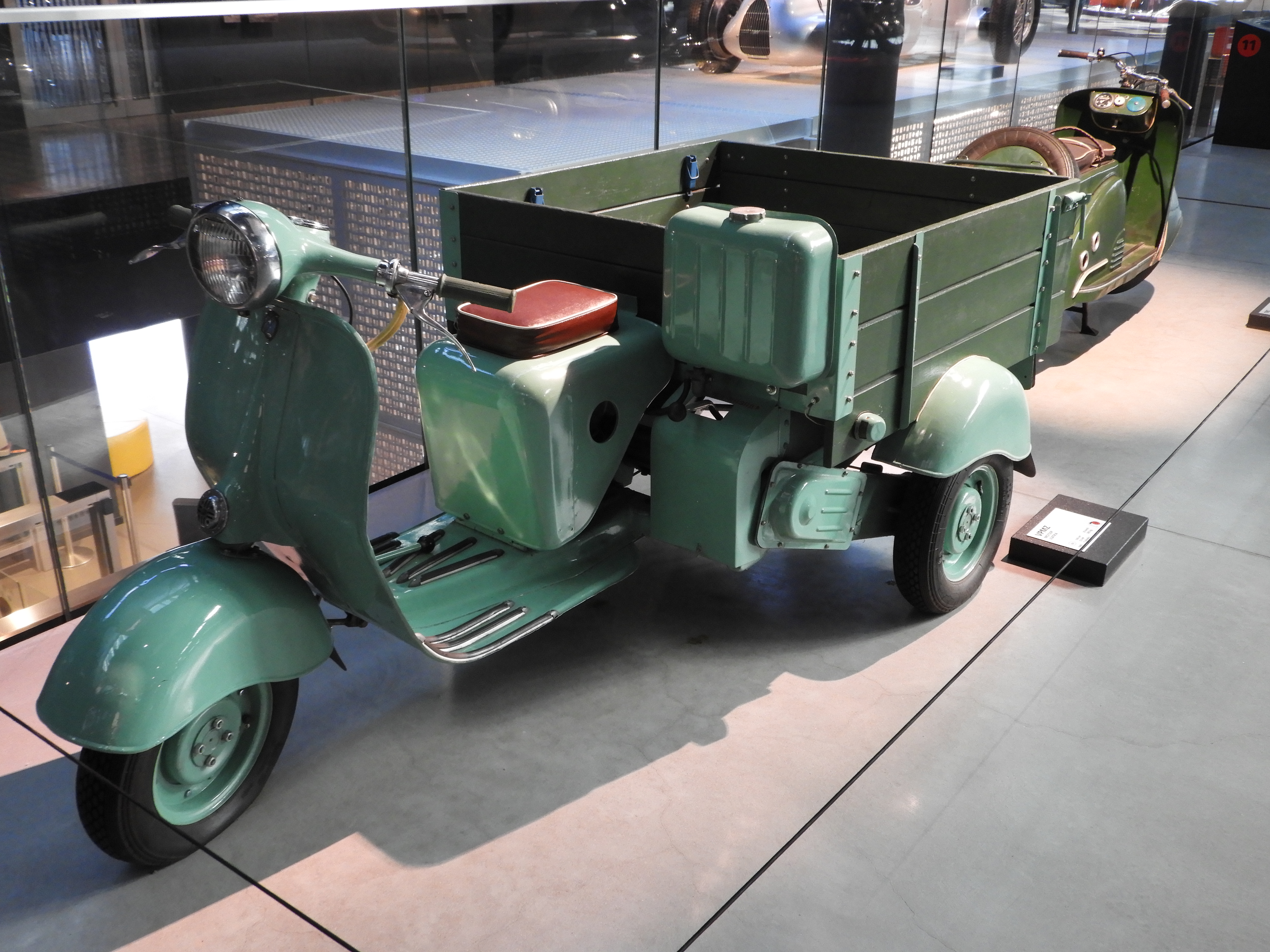
MG-150

Wiatka WP-150 – radziecki skuter klasy 150 cm³, produkowany przez WPMZ w Wiatskich Polanach w latach 1957–1967, stanowiący kopię włoskiej Vespy. Pierwszy ze skuterów marki Wiatka i jeden z pierwszych skuterów produkowanych w ZSRR.

## Historia rozwoju
W latach 50. XX wieku popularność w krajach zachodnich zaczęły zdobywać skutery, których nie produkowano do tej pory w centralnie planowanej gospodarce ZSRR. 19 czerwca 1956 Rada Ministrów ZSRR zdecydowała o podjęciu w kraju produkcji własnych skuterów (ros. motoroller). Z powodu braku czasu – produkcję planowano na 1957 rok – i dotychczasowych doświadczeń w konstrukcji skuterów, zdecydowano o skopiowaniu udanych modeli zachodnich. Zadanie wdrożenia do produkcji kopii włoskiej Vespy zlecono Wiatsko-Polańskiemu Zakładowi Budowy Maszyn (Wiatsko-Polanskij Maszynostroitielnyj Zawod, WPMZ) w Wiatskich Polanach, który wcześniej nie produkował pojazdów, natomiast zajmował się produkcją zbrojeniową. Dokumentację opracowano we współpracy z Centralnym Biurem Eksperymentalno-Konstrukcyjnym (CEKB) w Sierpuchowie. Jednocześnie w zakładach w Tule umieszczono produkcję skuterów Tuła T-200, skopiowanych z niemieckich Glas Goggo 200. 
Jesienią 1956 r. zademonstrowano dla radzieckiej prasy trzy próbne egzemplarze Wiatki WP-150. Bazę stanowiła Vespa GS150 z 1955 r., jednakże silnik o mniejszej mocy i prostsza trzybiegowa skrzynia biegów zostały przejęte z wcześniejszego modelu Vespy 150 (Vespa GS150 miała skrzynię czterobiegową i rozwijała moc 8 KM). W stosunku do Vespy GS różnice zewnętrzne były niewielkie, m.in. nieco większy był reflektor, prędkościomierz był okrągły zamiast owalnego lub trapezowego, a od 1960 roku na błotniku przednim była dekoracyjna metalowa czerwona flaga z gwiazdą. Stylizowana nazwa Вятка (Wiatka) umieszczona była w tym samym miejscu, co Vespa w pierwowzorze – na prawej osłonie przedniej. Wiatka miała drobne różnice wymiarowe, w tym większy o 4 cm rozstaw kół i była nieco cięższa z powodu grubszych blach (Vespa – 111 kg).
Z powodu opóźnień kooperantów dopiero pod koniec 1957 roku uruchomiono produkcję seryjną, produkując w tym roku 1668 egzemplarzy. Konstrukcja następnie była dopracowywana i ulepszana. W 1959 roku powiększono moc silnika z 4,5 do 5,5 KM, dzięki m.in. modyfikacji gaźnika, przez co prędkość maksymalna wzrosła do ponad 70 km/h. W 1959 roku przeprowadzono doświadczalny rajd skuterów na dystansie 12 000 km. W 1960 roku w sprzedaży pojawiły się celuloidowe szyby przednie. W 1962 roku zakłady wyprodukowały 100-tysięczny skuter. Pierwszy model WP-150 produkowany był do 1967 roku i powstało łącznie 290 467 egzemplarzy.
Wiatka, z ceną 320 rubli, była jednym z najtańszych pojazdów na rynku radzieckim (dla porównania, motocykl klasy 125 cm³ M-105 kosztował 350 rubli). Od wystających boków karoserii, w ZSRR była nazywana „puzataja” (pyzata) lub „bieriemiennaja” (brzemienna). Były eksportowane do różnych krajów, m.in. do Polski, Bułgarii i Rumunii.

## Wersje pochodne
Na bazie Wiatki opracowano trójkołowy pojazd dostawczy MG-150 o ładowności 250 kg. W latach 1958–1968 wyprodukowano ich 74 688 sztuk. Na jego bazie powstały warianty MG-150P ze skrzynią ładunkową, S – wywrotka (ros. samoswał), F – furgon, C – cysterna. Wyprodukowano też w 1959 roku 50 motoriksz WP-150T na potrzeby transportu zwiedzających na Wystawie Osiągnięć Gospodarki Narodowej – w przedniej części były dwa kierowane koła z dwuosobową poprzeczną ławką.

## Konstrukcja
Wiatka miała samonośne nadwozie z tłoczonej blachy, do którego mocowane były podzespoły. Silnik o pojemności 148 cm³, jednocylindrowy dwusuwowy chłodzony powietrzem, o średnicy cylindra 57 mm i skoku tłoka 58 mm. Silnik razem z trzybiegową skrzynią biegów i wentylatorem do chłodzenia zamontowany był na wahaczu tylnego koła, z prawej strony, a koło zamocowane było bezpośrednio na wale. Skuter miał gaźnik K-55, następnie K-55W. Sprzęgło było wielotarczowe, typu mokrego. Zmiana biegów następowała przez obrót rękojeści sprzęgła, na kierownicy po lewej stronie. Po prawej stronie na kierownicy była rękojeść hamulca przedniego, a pedał hamulca tylnego był na podłodze. Dźwignia rozrusznika nożnego znajdowała się po prawej stronie przy silniku. Zbiornik paliwa o pojemności 12 l umieszczony pod dwuosobowym siedzeniem. Zawieszenie koła przedniego na pojedynczym wahaczu wleczonym z prawej strony, ze sprężyną śrubową i amortyzatorem. Reflektor był ruchomy, w integralnej obudowie z kierownicą i prędkościomierzem; głęboki błotnik przedni był skręcany razem z kołem.

## Dalsze skutery Wiatka
W toku rozwoju pierwotnej konstrukcji opracowano powiększony model W-175, z silnikiem o pojemności 174 cm³, unifikowanym z motocyklami produkowanymi przez ZiD w Kowrowie. Nie wszedł on jednak do seryjnej produkcji.
W latach 1965–1974 wyprodukowano następnie 520 174 sztuki całkowicie nowego, samodzielnie opracowanego modelu W-150M, w którym ulepszony silnik przeniesiono z wahacza koła do nadwozia, co zwiększyło komfort jazdy na skutek zmniejszenia nieresorowanej masy. Moc silnika wzrosła do 6 KM, masa wynosiła 120 kg, a prędkość 75 km/h.
W latach 1974–1979 wyprodukowano 584 403 skuterów ulepszonego modelu Wiatka-3 Elektron, z zapłonem tyrystorowym (zastosowanym po raz pierwszy w ZSRR). Moc silnika wzrosła do 7 KM, a prędkość do 80 km/h. W 1980 roku jednak zaprzestano produkcji skuterów w WPMZ, przeznaczając zakłady dla produkcji zbrojeniowej.